# Meridian (hrabstwo Sutter)
Meridian – miejscowość spisowa w hrabstwie Sutter, w Kalifornii (Stany Zjednoczone).